# Anomala semperiana
Anomala semperiana är en skalbaggsart som beskrevs av Ohaus 1910. Anomala semperiana ingår i släktet Anomala och familjen Rutelidae. Inga underarter finns listade i Catalogue of Life.